# Poison (Alice Cooper)
"Poison" is een glammetalnummer van de Amerikaanse zanger Alice Cooper en is wereldwijd een van zijn grootste hits. Het nummer werd geschreven door Cooper en producer Desmond Child. De single is afkomstig van Alice Cooper zijn achttiende studioalbum Trash uit 1989. Op 17 juli dat jaar werd het nummer eerst in de VS en Canada op single uitgebracht. Europa, Australië, Nieuw-Zeeland en Japan volgden op 5 september.

## Achtergrond
Het nummer gaat over een toxische relatie waarbij de man, in dit geval de zanger, zich het slachtoffer voelt. Het woord Poison (vergif) wordt daarbij symbolisch gebruikt. In de tekst wordt gezongen over verlangen, verleiding en obsessie en tegelijkertijd de gevaren van de relatie. Hij beschrijft de vrouw waaraan hij verslaafd is als een gif dat langzaam op hem inwerkt.
De riff van het nummer is geschreven door gitarist John McCurry die deze reeds had gebruikt in het nummer Encircled van John Waite.

## Videoclip
De videoclip laat op een komische manier zien hoe de zanger vast zit in een relatie. Hij loopt zingend tussen de kettingen en boeien door. De vrouw waar hij van houdt, geacteerd door Rana Kennedy, komt meerdere malen in beeld en ze trekt aan een touw waarna hij vrijwillig naar haar toe loopt. Ze bindt hem vast op een vreemd uitziende stellage, ze doet gif in zijn glas maar uiteindelijk vergiftigt hij haar.
Er zijn twee versies van de clip. De originele versie werd als te aanstootgevend bevonden doordat de vrouw topless in beeld komt. Deze beelden zijn overigens met een body double geschoten. In Nederland werd de videoclip destijds op televisie uitgezonden door Veronica in de tv-versie van de Nederlandse Top 40 en het popprogramma Countdown en door de TROS in het popprogramma Popformule.

## Ontvangst
In thuisland de Verenigde Staten bereikte de plaat de 7e positie in de Billboard Hot 100. In Canada werd de 39e positie bereikt. In het Verenigd Koninkrijk scoorde de plaat nog beter met een 2e positie in de UK Singles Chart. Ook in Ierland en Nieuw-Zeeland werd de 2e positie bereikt, Australië de 3e, Duitsland de 25e en in de Eurochart Hot 100 de 9e positie.
In Nederland werd de plaat in het najaar van 1989 veel gedraaid op Radio 3 en werd een radiohit in de destijds twee landelijke hitlijsten op de nationale publieke popzender. De plaat bereikte de 8e positie in de Nationale Hitparade Top 100 en de 10e positie in de Nederlandse Top 40. 
In België bereikte de plaat de 20e positie in de Vlaamse Radio 2 Top 30 en de 22e positie in de voorloper van de Vlaamse Ultratop 50. In Wallonië werd géén notering behaald.
Sinds de editie van december 2011 staat de plaat genoteerd in de jaarlijkse NPO Radio 2 Top 2000 van de Nederlandse publieke radiozender NPO Radio 2, met als hoogste notering tot nu toe een 306e positie in 2016.

## Hitnoteringen

### Nederlandse Top 40
| Hitnotering: 30-09-1989 t/m 11-11-1989 | Hitnotering: 30-09-1989 t/m 11-11-1989 | Hitnotering: 30-09-1989 t/m 11-11-1989 | Hitnotering: 30-09-1989 t/m 11-11-1989 | Hitnotering: 30-09-1989 t/m 11-11-1989 | Hitnotering: 30-09-1989 t/m 11-11-1989 | Hitnotering: 30-09-1989 t/m 11-11-1989 | Hitnotering: 30-09-1989 t/m 11-11-1989 | Hitnotering: 30-09-1989 t/m 11-11-1989 |
| Week:                                  | 1                                      | 2                                      | 3                                      | 4                                      | 5                                      | 6                                      | 7                                      |                                        |
| -------------------------------------- | -------------------------------------- | -------------------------------------- | -------------------------------------- | -------------------------------------- | -------------------------------------- | -------------------------------------- | -------------------------------------- | -------------------------------------- |
| Positie:                               | 22                                     | 14                                     | 11                                     | 10                                     | 13                                     | 19                                     | 30                                     | uit                                    |

### Nationale Hitparade Top 100
| Hitnotering: 16-09-1989 t/m 02-12-1989 | Hitnotering: 16-09-1989 t/m 02-12-1989 | Hitnotering: 16-09-1989 t/m 02-12-1989 | Hitnotering: 16-09-1989 t/m 02-12-1989 | Hitnotering: 16-09-1989 t/m 02-12-1989 | Hitnotering: 16-09-1989 t/m 02-12-1989 | Hitnotering: 16-09-1989 t/m 02-12-1989 | Hitnotering: 16-09-1989 t/m 02-12-1989 | Hitnotering: 16-09-1989 t/m 02-12-1989 | Hitnotering: 16-09-1989 t/m 02-12-1989 | Hitnotering: 16-09-1989 t/m 02-12-1989 | Hitnotering: 16-09-1989 t/m 02-12-1989 | Hitnotering: 16-09-1989 t/m 02-12-1989 | Hitnotering: 16-09-1989 t/m 02-12-1989 |
| Week:                                  | 1                                      | 2                                      | 3                                      | 4                                      | 5                                      | 6                                      | 7                                      | 8                                      | 9                                      | 10                                     | 11                                     | 12                                     |                                        |
| -------------------------------------- | -------------------------------------- | -------------------------------------- | -------------------------------------- | -------------------------------------- | -------------------------------------- | -------------------------------------- | -------------------------------------- | -------------------------------------- | -------------------------------------- | -------------------------------------- | -------------------------------------- | -------------------------------------- | -------------------------------------- |
| Positie:                               | 87                                     | 55                                     | 26                                     | 13                                     | 10                                     | 8                                      | 8                                      | 14                                     | 22                                     | 43                                     | 62                                     | 91                                     | uit                                    |

### Vlaamse Ultratop 50
| Hitnotering: (Week 1 t/m 6) 30-09-1989 t/m 04-11-1989 Hitnotering: (Week 7) 18-11-1989 | Hitnotering: (Week 1 t/m 6) 30-09-1989 t/m 04-11-1989 Hitnotering: (Week 7) 18-11-1989 | Hitnotering: (Week 1 t/m 6) 30-09-1989 t/m 04-11-1989 Hitnotering: (Week 7) 18-11-1989 | Hitnotering: (Week 1 t/m 6) 30-09-1989 t/m 04-11-1989 Hitnotering: (Week 7) 18-11-1989 | Hitnotering: (Week 1 t/m 6) 30-09-1989 t/m 04-11-1989 Hitnotering: (Week 7) 18-11-1989 | Hitnotering: (Week 1 t/m 6) 30-09-1989 t/m 04-11-1989 Hitnotering: (Week 7) 18-11-1989 | Hitnotering: (Week 1 t/m 6) 30-09-1989 t/m 04-11-1989 Hitnotering: (Week 7) 18-11-1989 | Hitnotering: (Week 1 t/m 6) 30-09-1989 t/m 04-11-1989 Hitnotering: (Week 7) 18-11-1989 | Hitnotering: (Week 1 t/m 6) 30-09-1989 t/m 04-11-1989 Hitnotering: (Week 7) 18-11-1989 | Hitnotering: (Week 1 t/m 6) 30-09-1989 t/m 04-11-1989 Hitnotering: (Week 7) 18-11-1989 |
| Week:                                                                                  | 1                                                                                      | 2                                                                                      | 3                                                                                      | 4                                                                                      | 5                                                                                      | 6                                                                                      |                                                                                        | 7                                                                                      |                                                                                        |
| -------------------------------------------------------------------------------------- | -------------------------------------------------------------------------------------- | -------------------------------------------------------------------------------------- | -------------------------------------------------------------------------------------- | -------------------------------------------------------------------------------------- | -------------------------------------------------------------------------------------- | -------------------------------------------------------------------------------------- | -------------------------------------------------------------------------------------- | -------------------------------------------------------------------------------------- | -------------------------------------------------------------------------------------- |
| Positie:                                                                               | 27                                                                                     | 28                                                                                     | 30                                                                                     | 22                                                                                     | 25                                                                                     | 23                                                                                     | uit                                                                                    | 22                                                                                     | uit                                                                                    |

### NPO Radio 2 Top 2000
| Nummer met noteringen in de NPO Radio 2 Top 2000 | '11  | '12 | '13 | '14 | '15 | '16 | '17 | '18 | '19 | '20 | '21 | '22 | '23 | '24 |
| ------------------------------------------------ | ---- | --- | --- | --- | --- | --- | --- | --- | --- | --- | --- | --- | --- | --- |
| Poison                                           | 1893 | 490 | 390 | 433 | 383 | 306 | 331 | 409 | 405 | 401 | 389 | 356 | 393 | 412 |

1. ↑  Een vetgedrukt getal geeft de hoogste notering aan.
2. ↑  2011 was het eerste jaar met een notering voor dit nummer.

## Covers
In 2023 coverde de Duitse powermetalband Powerwolf het nummer. 
- MusicBrainz work: 95979afa-9ff0-3851-b57e-ab122a8f30ac